# Samurai Champloo
Samurai Champloo (jap. サムライチャンプルー samurai chanpurū) ist eine japanische Anime-Serie des Anime-Produktionsstudios Manglobe, die auch als Manga-Serie umgesetzt wurde. Die zeichnerischen Entwürfe stammen von Kazuto Nakazawa und Mahiro Maeda.  Sie handelt von den Erlebnissen einer unkonventionellen Samurai-Reisegruppe im Japan der Edo-Zeit, erhebt jedoch keinen Anspruch auf historische Korrektheit.

## Herkunft des Titels
Das Wort „Champloo“ (チャンプルー, Champurū) kommt aus der Ryūkyū-Sprache und bedeutet ursprünglich „vermischen“. Heute versteht man unter Champloo im Allgemeinen ein bestimmtes Gericht aus Okinawa, bei dem verschiedene Gemüsesorten, z. B. das für Okinawa typische Goya-Gemüse, mit Tofu oder ähnlichem vermischt werden.
Champurū bunka (チャンプルー文化) bedeutet so etwas wie einen „Kultur-Mix“, insbesondere in Bezug auf die Ryūkyū-Inseln, die im Lauf der Geschichte verschiedensten Kulturströmungen ausgesetzt waren.
Samurai Champloo ist somit eine Anspielung darauf, dass in der Serie völlig entgegengesetzte Elemente von Hip-Hop bis zu alter japanischer Kultur vermischt werden, um eine Samurai-Geschichte zu formen. Außerdem ist es ein Hinweis auf die Herkunft einer der Hauptfiguren: Mugen, der aus Okinawa stammt.

## Veröffentlichungen

### Anime
Samurai Champloo umfasst 26 Episoden und wurde ab dem 19. Mai 2004 auf dem japanischen Fernsehsender Fuji TV ausgestrahlt. Regie führte Shin’ichirō Watanabe (Cowboy Bebop). Alle 26 Episoden der deutsch synchronisierten Fassung waren erstmals zwischen dem 4. und 22. September 2006 in einer sechsteiligen Spielfilmfassung auf VOX zu sehen. Da bei der Erstellung der VOX-Spielfilmfassung die Anfänge und Enden größtenteils weggeschnitten wurden, gingen einige Gags verloren, die in den normalen Einzelfolgen der DVDs enthalten sind.
Ab dem 2. März 2007 strahlte der TV-Sender VOX im Rahmen des dctp Nachtclubs erneut die 26-teilige Animeserie »Samurai Champloo« in deutscher Sprachfassung aus. Der Anime, der komplett bei Panini Video auf DVD vorliegt, wurde in zwei Nächten gezeigt.

#### Synchronisation
Die deutschen Dialoge schrieb Christian Schneider, der auch Synchronregie führte. Die Synchronfassung entstand bei G&G Tonstudios.
| Rolle | japanischer Sprecher (Seiyū) | deutscher Sprecher |
| ----- | ---------------------------- | ------------------ |
| Mugen | Kazuya Nakai                 | David Nathan       |
| Jin   | Ginpei Satō                  | Markus Pfeiffer    |
| Fuu   | Ayako Kawasumi               | Corinna Dorenkamp  |

### Manga
Die Manga-Serie des Zeichners Masaru Gotsubo erschien 2004 in Japan in Einzelkapiteln im Manga-Magazin Shōnen Ace des Verlags Kadokawa Shoten. Diese Einzelkapitel wurden auch in zwei Sammelbänden zusammengefasst.
Auf Deutsch wurden beide Bände seit Dezember 2005 bei TOKYOPOP veröffentlicht.

## Handlung
Das junge Mädchen Fuu arbeitet in einem Teehaus und wird dort von einem Kunden angepöbelt. Sie lässt so etwas mit sich geschehen, da sie das Geld benötigt, um sich auf die Reise zu dem 'Samurai, der nach Sonnenblumen duftet' zu begeben. Dieser Samurai ist ihr Vater der sie und ihre inzwischen verstorbene Mutter verlassen hat, als sie noch ein kleines Kind war. Aus diesem Grund möchte sich Fuu an ihm rächen.
Als dieser Kunde Gewalt anwenden will, kommt Mugen, ein Gesetzloser, zufällig in das Restaurant. Dieser will Fuu (welche in Lebensgefahr schwebt) nur helfen, wenn er dafür Essen bekommt. Fuu willigt ein und Mugen fängt an zu kämpfen, als Jin, ein Rōnin, in dem Geschehen auftaucht. Zwischen den beiden entfacht ein so heftiger Streit, dass am Ende dabei das ganze Teehaus zerstört wird. Mugen und Jin werden verhaftet und sollen hingerichtet werden, doch Fuu rettet ihnen das Leben – allerdings nur unter der Bedingung, dass sie ihren Kampf erst austragen werden, nachdem die Suche beendet ist. Sie begleiten sie, wobei sie bei der Suche nach dem 'Samurai, der nach Sonnenblumen duftet' als Bodyguard fungieren sollen. Des Weiteren begeben sich die drei auf eine Reise durch halb Japan, die sie mit kleinen Jobs oder Wettkämpfen finanzieren.
Auf dieser Reise erleben die drei einige Abenteuer. Fuu wird dabei einige Male entführt oder als Geisel gehalten. Einerseits sind Mugen und Jin genervt von der jungen Frau, doch andererseits schweißt sie diese lange gemeinsame Reise zusammen. Egal ob sie nun unfreiwillig oder freiwillig voneinander getrennt sind, sie stoßen immer wieder aufeinander. Auf ihrer Reise begegnen sie zahlreichen weisen Menschen, durch die sie nach und nach reifen.
Nachdem Mugen und Jin ihr Versprechen gehalten und Fuu bis zum Ende ihrer Reise begleitet haben, müssen sie sie noch ein weiteres Mal beschützen und werden stark verwundet. Sie überleben nach einer einwöchigen Genesung. Es wird kurzzeitig angedeutet, dass Mugen und Jin Freunde werden, da Mugen keine Lust mehr verspürt, Jin zu töten und Jin andererseits gemerkt hat, dass ihm in seinem Leben immer Freunde gefehlt haben.
Dennoch verabschiedet sich Fuu an einer nahe gelegenen Kreuzung, auf dass sie sich vielleicht bald wiedersehen, aber alle gehen unterschiedliche Wege. Im Abspann sieht man noch eine Weile jeden seinen Weg gehen.

## Hauptfiguren
Mugen
Mugen (ムゲン) kommt von den Ryūkyū-Inseln. Die bekannteste dieser Inseln, die 600 Jahre lang ein eigenes Königreich mit engen Verbindungen zu China und zu Japan bildeten, ist Okinawa Hontō. In der Anime-Serie ist es eine Insel, auf die Gefangene gebracht werden. Mugen wurde dort geboren. Mugen ist unfreundlich und egoistisch, sodass er den Leuten in seiner Umgebung einige Probleme bereiten kann. Mugen hat stets zwei Schwerter bei sich, das eine ist ein kleines Tantō-Messer. Seine Kleidung ähnelt ein wenig der Hip-Hop-Mode. Die schwarzen Haare lässt er immer ungekämmt, sodass sie leicht wie ein Afro wirken. Im Kampf ist sein Stil unkonventionell; er vollführt viele ungewöhnliche Bewegungen, die manchmal an Capoeira und Breakdance erinnern, das sogenannte champuru kendo, was ihn zu einem gefürchteten Gegner macht. Hin und wieder kämpft er gegen Jin, aber wenn nötig bilden die beiden ein starkes Team. Sein Japanisch klingt ziemlich rau und zu Beginn der Serie ist er Analphabet. Mindestens einmal war Mugen als Pirat tätig. In Episode 18 der Animeserie wird erwähnt, dass sein Name so viel wie „Unendlichkeit“ (japanisch 無限　ムゲン) bedeutet.
Jin
Jin (ジン) ist eine weitere Hauptfigur der Serie. Mugen und er haben sich einander geschworen, den jeweils anderen zu töten, nachdem sie sich im Teehaus, in dem Fuu vorher gearbeitet hat, duelliert hatten. Aber solange sie ihr Versprechen an Fuu, die die beiden vor der Hinrichtung gerettet hat, nicht eingelöst und den Samurai, der nach Sonnenblumen duftet gefunden haben, können sie diesen Schwur nicht einlösen. Im Gegensatz zu Mugen darf Jin ein Daisho bei sich tragen, weil er der Samurai-Schicht angehört. Er trägt ein traditionelles Hakama und Keiko-Gi in Indigo-Blau mit einem Kragen aus weißen Diamanten. (Dieser Kragen erinnert an den des Takeda-Clans, was zu einigen Mutmaßungen über den Ursprung seiner Familie geführt hat.) Obwohl es zur damaligen Zeit in Japan sehr selten war, besitzt Jin eine Brille. Er ist ein hochbegabter Kämpfer, der im Kampfstil der Mujuushin-Kenjutsu-Schule kämpft. Viele Leute – hauptsächlich solche, die mit ihm gemeinsam ausgebildet wurden – wollen ihn töten, weil Jin den Ausbilder Mariya Enshirou getötet hat. (Mujuushin war ein echtes Schwertkampf-Dōjō und Mariya Enshirou ist als der dritte Meister bekannt; er versucht auf Druck von außen hin Jin im Schlaf zu töten und wird dabei selbst besiegt.) Jins Name stammt von japanisch jin, „Wohlwollen“, der dritten der sieben Tugenden des Zen-Buddhismus, siehe auch Bushidō.
Fuu
Fuu (フウ) ist ein 15-jähriges Mädchen, das zwar aus einer Samurai-Familie stammt, aber nur sehr wenig Geld besitzt. Sie hat einen positiven und vertrauensvollen Charakter und zieht Schwierigkeiten trotz ihres vernünftigen Handelns magisch an. Bevor ihre Mutter an einer Krankheit starb, haben sie gemeinsam ein schweres Leben geführt, weil der Vater nicht da war, um die Familie zu versorgen. Danach war Fuu auf eigenes Geld angewiesen und startete einen wenig geglückten Job als Kellnerin in einem Teehaus. In der ersten Folge rettet sie Mugen und Jin vor der Hinrichtung. Die beiden müssen ihr deshalb bei ihrer Mission helfen: Sie ist auf der Suche nach dem Samurai, der nach Sonnenblumen duftet, aber sie erklärt nie näher, wonach eine Sonnenblume duftet oder wie der gesuchte Samurai aussieht. Mugen und Jin werden von ihr oft an die Verpflichtung erinnert, vor allem dann, wenn sie gerade gegeneinander kämpfen wollen oder schon dabei sind. Im Laufe ihrer Reise verliebt sie sich ein bisschen in ihre beiden Begleiter und wünscht sich, ihre Reise werde nie enden. Fuu trägt einen Kimono in einem matten Pinkton, der mit Blumenmustern verziert ist, und hat dazu ein passendes Tantō. Das Flughörnchen Mo-mo (offensichtlich die Kurzform zu japanisch momonga, was übersetzt „Flughörnchen“ heißt) wohnt in den Taschen ihrer Kleidung.

## Rezeption
Die New York Times zählt Samurai Champloo in einem Artikel über Animes im amerikanischen Fernsehen zu den Serien, die sich mit den Realfilmen zur besten Sendezeit messen können. Auch sei der Anime ein Hit gemessen an Zeit und Sender der Ausstrahlung. Die Handlung bewege sich in einem halbrealistischen Japan des 19. Jahrhunderts, gezeichnet wie Ukiyo-e von einem Graffiti-Künstler.